# Văn hóa trà Nga
Văn hóa trà là một trong những phần rất trọng yếu của văn hóa ẩm thực Nga. Thức uống này được ủ kĩ trước khi dùng, người thưởng thức có thể chọn vị ngọt, đắng, ở nhiệt độ nóng hoặc lạnh tùy thích.

## Lịch sử
Trà được biết đến sớm nhất tại Nga kể từ năm 1638. Do khí hậu phía bắc lạnh của Nga, ngày nay trà được xem là một thức uống quốc gia trên thực tế., một trong những thức uống phổ biến ở quốc gia này và có quan hệ gần gũi với văn hóa Nga truyền thống. Theo truyền thống người ta đã uống trà trong chầu trà buổi chiều, nhưng từ đó đã lan rộng như một thức uống cả ngày, đặc biệt là vào cuối bữa ăn phục vụ với món tráng miệng. Một khía cạnh quan trọng của văn hóa trà Nga là thiết bị sản xuất trà phổ biến ở Nga được biết đến như một samovar, đã trở thành biểu tượng của sự hiếu khách và tiếp đãi.

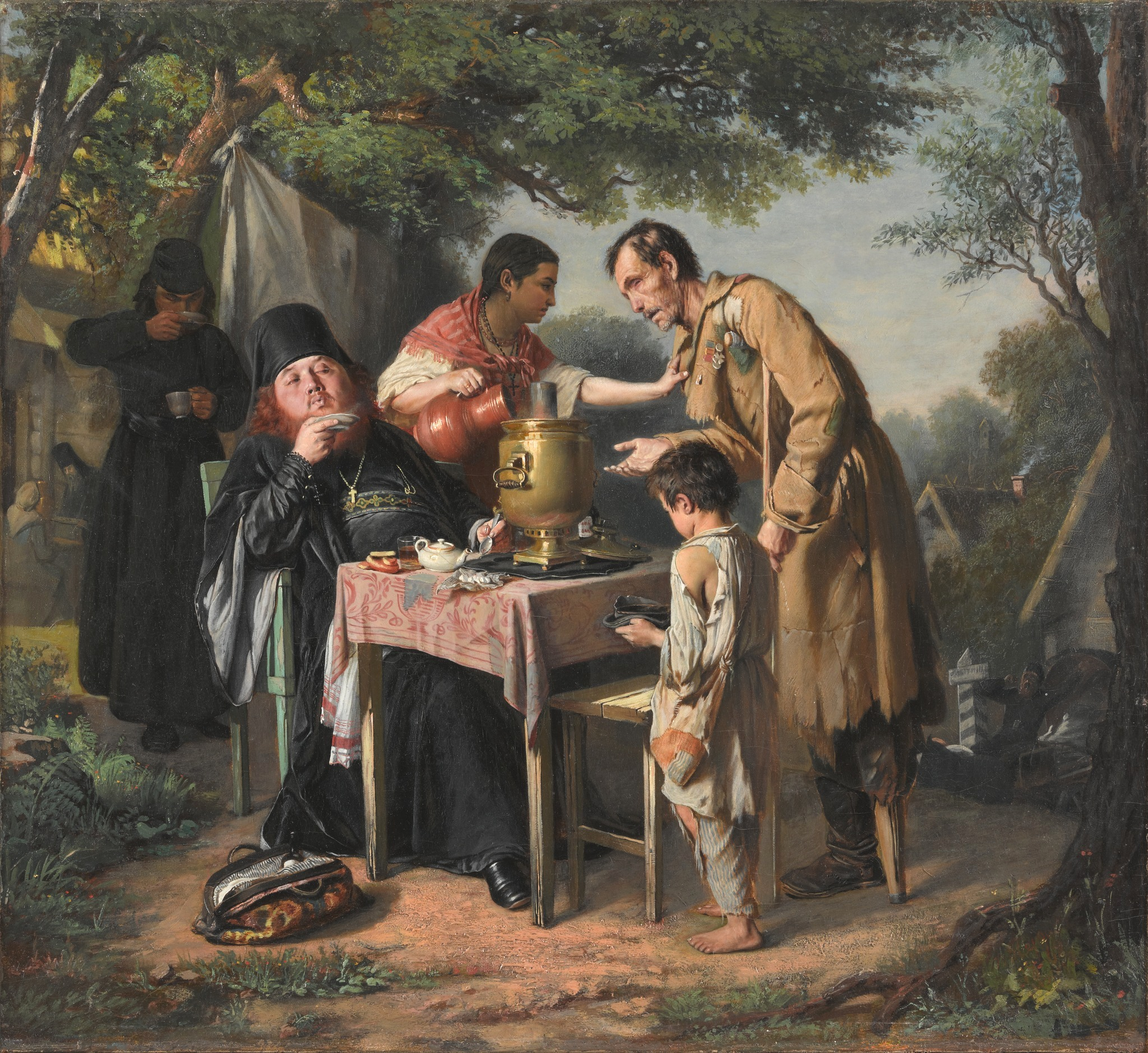
Một tiệc trà ở Mytishchi. Vasily Perov, 1862

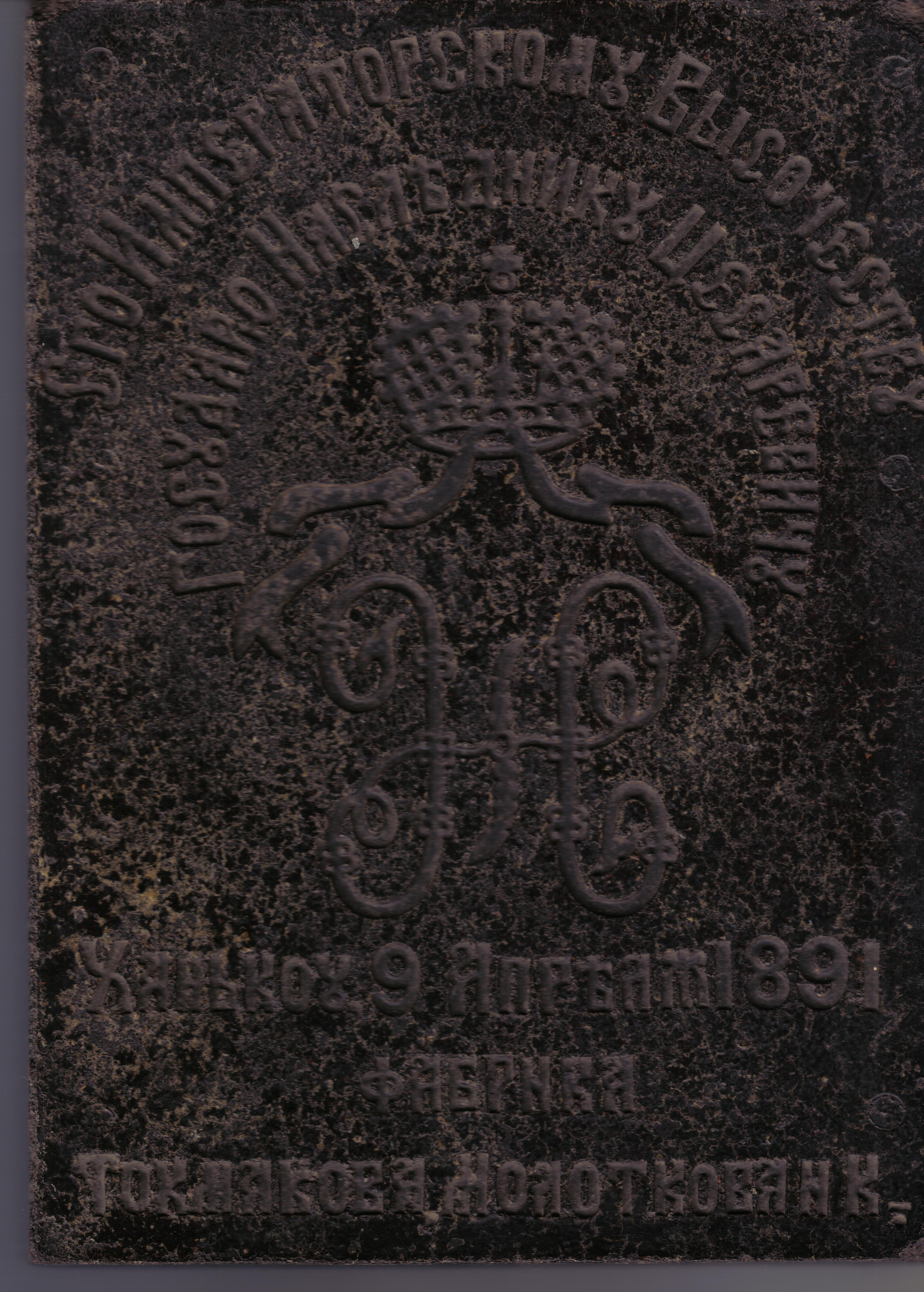
Một viên trà được tặng cho Thái tử Nikolai (vị Nga hoàng tương lai Nikolai II), 1891

Trà đã được du nhập vào Nga năm 1638, sa hoàng Mikhail I được một lĩnh chúa Mông Cổ tặng 4 pood (65–70 kg) trà. Theo Jeremiah Curtin, có thể vào năm 1636 Vasily Starkov đã phái một sứ giả đến Altyn Khan. Vị khả hãn này đã tặng Nga hoàng 250 pound trà. Starkov ban đầu từ chối, do không biết cách sử dụng loại lá khô này, nhưng khả hãn đã nài nỉ. Do đó, trà đã được du nhập vào Nga. Năm 1679, Nga đã ký kết một hiệp ước về nguồn cung cấp trà thường xuyên từ Trung Quốc thông qua lạc đà để đổi lấy lông thú. Đại sứ Trung Quốc Moskva tặng một món quà của một số thùng trà cho Aleksey. Tuy nhiên, con đường thương mại khó khăn đã làm cho chi phí vận chuyển trà rất cao, do đó loại đồ uống này chỉ có sẵn cho hoàng gia và giới rất giàu có của Nga. Năm 1689, điều ước Nerchinsk đã được ký kết đã chính thức hóa chủ quyền của Nga đối với Siberia, và cũng đánh dấu việc tạo ra con đường trà mà các thương nhân đã sử dụng giữa Nga và Trung Quốc.
Giữa điều ước Nerchinsk và điều ước Kyakhta (1727), Nga sẽ tăng đoàn lữ hành đi Trung Quốc để mua trà, nhưng chỉ thông qua các đại lý của nhà nước. Vào năm 1706, Peter Đại đế đã ra sắc lệnh quy định bất kỳ thương nhân nào buôn bán ở Bắc Kinh đều là bất hợp pháp. Năm 1786, Catherine Đại đế đã thiết lập việc nhập khẩu chè thường xuyên. Vào thời điểm Catherine băng hà vào năm 1796, Nga đã nhập khẩu hơn 3 triệu pound bằng các đoàn vận chuyển lạc đà dưới dạng lá trà sao và bánh trà ép, đủ trà để hạ thấp đáng kể giá để người Nga ở tầng lớp trung lưu và thấp hơn có thể mua được đồ uống này.
|